# Hrabstwo Mecosta
Hrabstwo Mecosta (ang. Mecosta County) – hrabstwo w stanie Michigan w Stanach Zjednoczonych. Obszar całkowity hrabstwa obejmuje powierzchnię 571,10 mil2 (1 479,15 km²). Według danych z 2010 r. hrabstwo miało 42 798 mieszkańców. Hrabstwo powstało w 1840 roku i nosi imię wodza Potawatomów, który był jednym z sygnatariuszy Traktatu Waszyngtońskiego w 1836 roku.

## Sąsiednie hrabstwa
- Hrabstwo Osceola (północ)
- Hrabstwo Clare (północny wschód)
- Hrabstwo Isabella (wschód)
- Hrabstwo Montcalm (południe)
- Hrabstwo Newaygo (zachód)
- Hrabstwo Lake (północny zachód)

## Miasta
- Big Rapids
- Canadian Lakes (CDP)

## Wioski
- Barryton
- Mecosta
- Morley
- Stanwood